# Peperomia josei
Peperomia josei är en pepparväxtart som beskrevs av Truman George Yuncker. Peperomia josei ingår i släktet peperomior, och familjen pepparväxter. Inga underarter finns listade i Catalogue of Life.